# Пять центов (Гонконг)
Гонкогнские пять центов (5¢) — разменная единица гонконгского доллара, равная пяти сотым.

## История выпуска
Изначально (с 1866 года) пятицентовая монета чеканилась из 80-процентного серебра. В диаметр она была 15 мм, толщиной 0,80 мм и весом 1,34 и имела рифлёный гурт. Сплав монеты после 1935 года был заменён на медно-никелевый. Основная часть монет была отчеканена между 1866 и 1933 годами, а между 1932 и 1933 гурт был изменён на гладкий. Монеты не выпускались в 1869-71, 1878, 1896, и 1906—1932. По всем характеристикам медно-никелевая походила на серебряную.
После 1980 года, монеты перестали использоваться в качестве валюты.